# Памятник водопроводу
Памятник водопроводу — бронзовый монумент, который был открыт в Покровском сквере Ростова-на-Дону напротив городского Музыкального театра.

## Описание
В качестве материала для изготовления памятника была выбрана бронза. Высота памятника достигает 2,2 метра.
По замыслам авторов, монумент сделан в виде женщины, которая одета как жительница города XIX века. Она набирает воду в ведро из водопроводной колонки. Такой символ был выбран не случайно — в то время, согласно установленным порядкам, именно женщина была ответственна за обеспечение семьи питьевой водой, поэтому появление в городе водопровода существенно облегчило бытовые задачи женщин. Памятник был изготовлен в честь первого водопровода в городе, который заработал в 1865 году. Инициировал создание памятника Ростовский водоканал. Одним из авторов памятника стал скульптор Сергей Олешня.
Согласно указаниям мэра Ростова Михаила Чернышева, торжественное открытие памятника первому водопроводу в городе состоялось в августе 2007 года. Церемония открытия была начата с яркого театрализованного действа, демонстрировались костюмированные номера, тематикой которых была история первого ростовского водопровода. Выступал актер, изображавший Андрея Байкова, при котором и стал работать городской водопровод.
На открытии присутствовала начальник ростовского городского управления культуры Людмила Лисицина, исполнительный директор Российской ассоциации водоснабжения и водоотведения Алексей Головачев.